# طبقة النبلاء الصينية

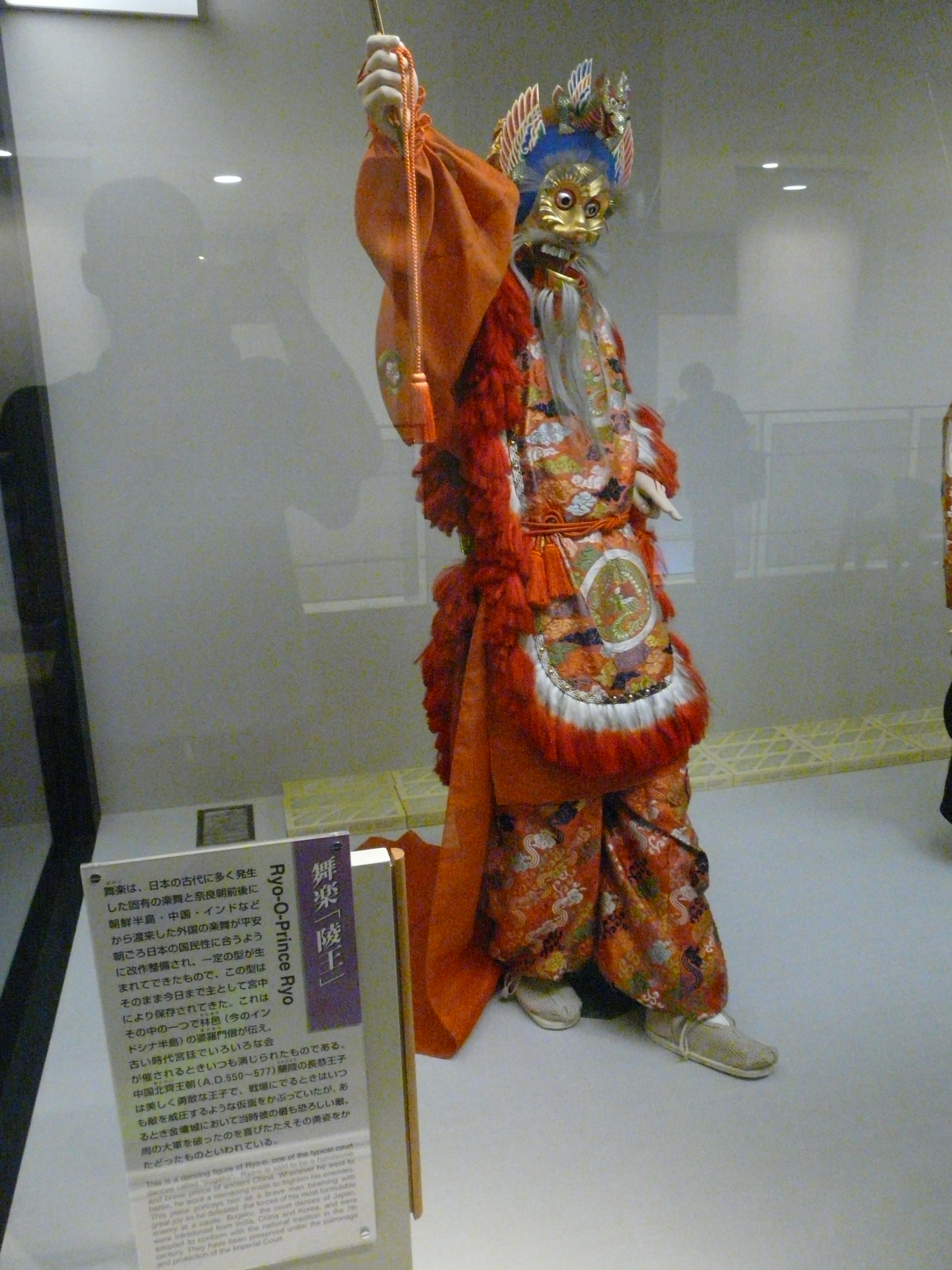
تمثال ريو-أو: تجسيد للرقصات التقليدية والمجد العسكري للنبلاء في الصين

طبقة النبلاء في الصين هي أحد أبرز ملامح البنية الاجتماعية التقليدية التي اتسمت بها الصين القديمة والصين الإمبراطورية.
برزت مفاهيم الألقاب السيادية الوراثية وألقاب النبلاء والأسر النبيلة في وقت مبكر من الفترة التاريخية شبه الأسطورية، حيث جرى تأسيس نظام متكامل من نبلاء سلالة تشو. جرى العمل بهذا النظام خلال آلاف الأعوام اللاحقة، وطرأ عليه بعض التغييرات والإضافات، فضلًا عن تطور مضمونه باستمرار. عقب انتهاء حكم سلالة سونغ، شُغلت معظم المناصب البيروقراطية من خلال نظام الاختبارات الإمبراطورية، ما ساهم في تقويض صلاحيات الأرستقراطية الوراثية. لاحظ المؤرخون اختفاء العشائر القوية التي سيطرت على الصين بحلول عام 1000 بعد الميلاد، واستُحدث آخر نظام متطور من الألقاب النبيلة خلال عهد سلالة تشينغ.
أدت الثورة الجمهورية عام 1911 إلى انهيار النظام الإمبراطوري الرسمي. احتفظت بعض العائلات النبيلة بألقابها وكرامتها لبعض الوقت، إلا أن الظروف السياسية والاقتصادية الجديدة أرغمتها على الانحدار. لا وجود لطبقة النبلاء الصينية في الوقت الحاضر.

## مراتب السيادة والعائلة الحاكمة
تتربع الطبقة الحاكمة عرش طبقة النبلاء. تغير لقب العاهل بمرور الوقت، فضلًا عن دلالات الألقاب المرتبطة به. انقسمت السيادة خلال التاريخ الصيني إلى ثلاث مستويات من السيادة العليا والمستقلة تمامًا أو السيادة العليا المستقلة فوق الفئة الأدنى التي تليها من الرتب أو الأرستقراطية التي غالبًا ما اعترفت بسيادة عليا أو حكمت مملكة شبه مستقلة أو رافدة أو مملكة مستقلة ذات أهمية منخفضة مُعترف بها ذاتيًا من ناحية الحجم أو القوة أو التأثير للمطالبة بحق السيادة، كالدوقية المعروفة في المصطلحات الغربية بالدوقية أو الإمارة أو رتبة معينة من المشيخة.
يشير مصطلح الإمبراطور إلى أشمل نوع من السيادة. يضطلع الإمبراطور بتعيين الملوك أو تثبيتهم أو تسريحهم، إلى جانب الحكام الفرعيين أو حكام الروافد على غرار الملوك.
انتمى با وانغ، المهيمن، إلى طبقة النبلاء واعترف بسيادة العديد من الملوك المرؤوسين بينما امتنع عن المطالبة بلقب الإمبراطور داخل الإمبراطورية الصينية، في إطار حدودها المعروفة على مر العصور. قد يُعتبر الحكام الذين يحملون لقب ملك دولة مستقلة داخل حدود الإمبراطورية الصينية المتغيرة وخارجها رؤساء مستقلين تمامًا للدول الأجنبية، كما هو الحال مع الحاكم الكوري الذي قد يتبع أحيانًا للأباطرة الأجانب كخانات المغول ذات السيادة الإقليمية أو القبلية التي قد تخضع لحكم خان أو خاقان. على نحو مربك، منح بعض الأباطرة الصينيين العديد من أقاربهم الذكور المقربين أو جميعهم كالإخوة أو الأعمام أو أبناء الأخ لقب وانغ، وهو مصطلح يشير إلى الحاكم، على أنه لقب مجاملة. مع ذلك، فإن التواريخ الصينية منذ الأعمال القديمة كسجلات المؤرخ الكبير كانت ليبرالية إلى حد ما في وصف زعماء القبائل المحلية بلقب «ملك» في منطقة معينة تتراوح مساحتها من الشاسعة إلى الصغيرة، باستخدام مصطلحات مناسبة للهيئة «(المحلية)» و«(الملك)» مثل تشانغشاوانغ، «ملك تشانغشا» التي حصلت على الاعتراف لفترة وجيزة بأنها مملكة ولكنها غالبًا ما كانت جزءًا أصغر من ولاية تشو أو مجرد مقاطعة من دولة سلالة سوي، أو عبارات أخرى مثل يوانغ والتي أُطلقت على الحكام الشرقيين للمناطق البربرية، أو مصطلحات وضعها مؤلفون آخرون كلقب توسي، أو «الزعيم الأصلي» للمنصب ذاته. توثر قابلية مصطلحات «الملك» للتضاؤل على الاستخدام غير الرسمي للاستخدامات التلميحية الأخرى لهذه المصطلحات. يُستخدم مصطلح «الملك» أحيانًا في اللغة الصينية العامية الحديثة، تقريبًا كما هو الحال في اللغة الإنجليزية.
وُلد أفراد عائلات الملوك حاملين ألقابًا أو منحهم الملك إياها وحددها لهم، ويعتمد ذلك إلى حد كبير على درجة القرب من شجرة العائلة، بما في ذلك أقارب الدم وأصهارهم والمتبنين من أسلافهم والأجيال الأكبر سنًا من الملك. في كثير من الأحيان، تبوأ آباء سلالة سيادة جديدة مرتبة عالية في صفوف الأسرة ذات السيادة أو الحكم، وإن كان ذلك بعد وفاتهم في وقت انضمام السيادة المؤسسة للسلالة الحاكمة.
ينحدر أصحاب الألقاب التي تُترجم في اللغة الإنجليزية إلى «أمير» و«أميرة» من نسل مباشر من الملوك الحاليين، ومع ازدياد فجوة القرابة عند الولادة من سيادة الأجداد في الأجيال اللاحقة، تدهورت رتبة الأمير أو الأميرة وفي النهاية تدهورت رتب الأجيال القادمة ككل دون رتبة الأمير والأميرة. عادةً ما تُحدَّد السيادات في الدول الأصغر بألقاب أرستقراطية أقل مثل دوق دوقية أو ماركيز بدلًا من الأمراء السياديين الوراثيين الذين لا يصعدون إلى الملكية كما هو الحال في إمارة موناكو، وتغيرت ألقاب الحكام المتعاقبين للسلالات التي اكتسبت أراضي كبيرة أو فقدتها من ألقاب ذات سيادة إلى ألقاب أرستقراطية أو العكس، إما عن طريق تسمية الحاكم بنفسه أو عن طريق الاستحقاق المفروض من دولة محتلة. على سبيل الذكر، عندما غزت ولاية تشين ولاية ملوك شو، أصبح حكامها يحملون لقب ماركيز مثل ماركيز هوي من شو الذي حاول التمرد على حكام تشين في عام 301 قبل الميلاد.

### الإمبريوم (الإمبراطور وعائلته)

#### الإمبراطور
أُطلق لقب تيانزي «ابن السماء» رسميًا على صاحب السيادة في الصين، وتفاوتت صلاحيات الإمبراطور الصيني بين الأباطرة المختلفين والسلالات المختلفة، إذ تمتع بعض الأباطرة بحكم مطلق بينما كانت السلطة الفعلية خلال عهد بعضهم في أيدي فصائل البلاط أو الرجال المخصيين أو العائلات البيروقراطية أو النبيلة.
- في العصور المبكرة شبه الأسطورية، أُطلق على الحكام إما لقب هوانغ أو دي. معًا، أُطلق على هؤلاء الحكام اسم الملوك الثلاثة والأباطرة الخمسة. بالنسبة للحكام الأسطوريين الأوائل، يُترجم كلا اللقبين تقليديًا بالإنجليزية إلى «الملوك» على الرغم من أن الحكام الأفراد الذين يحملون إما لقب هوانغ أو دي آنذاك يُترجمون بالإنجليزية إلى «الإمبراطور» وتهدف السجلات الأسطورية المبكرة إلى إظهار حكام النظام السياسي المتطور للدولة الصينية، وتتبع الدول التي يمكن المطالبة بها في سلسلة مستمرة تقريبًا من السيادة الإمبراطورية التي تتخللها عدة فترات من الانقسام مثل فترة الربيع والخريف، وفترة الولايات المتحاربة، وفترة الممالك الثلاث، وفترة السلالات الخمس والممالك العشر، والحرب الأهلية الصينية الجمهورية وما إلى ذلك.
- أطلق الملوك خلال عهد سلالة شيا وسلالة شانغ على أنفسهم لقب دي، ويُترجم حكام هذه السلالات تقليديًا بالإنجليزية إلى لقب «ملك» وأحيانًا «إمبراطور» على الرغم من أن نفس المصطلح المستخدم في السلالات الأسطورية السابقة يُترجم تقليديًا إلى لقب «إمبراطور» باللغة الإنجليزية.[2]
- أطلق الملوك خلال عهد سلالة تشو على أنفسهم لقب وانغ، وذلك قبل أن تستحدث سلالة تشين المصطلح الجديد هوانغدي الذي أصبح المصطلح المعياري الجديد للقب «الإمبراطور». لا ينبغي الخلط بين لقب «وانغ» واللقب الشائع الذي ليس له آثار ملكية محددة من خلال الاستخدام التاريخي الصيني المتوسط واللاحق. يُترجم حكام هذه السلالات تقليديًا إلى لقب «الملك» وأحيانًا «الإمبراطور» باللغة الإنجليزية.
- كان الإمبراطور أو هوانغدي لقب حاكم دولة الصين الصيني من سلالة تشين في عام 221 قبل الميلاد حتى سقوط سلالة تشينغ في عام 1911. جمع أول إمبراطور لسلالة تشين (تشين شي هوانغ) بين شخيصيتي هوانغ («أغسطس، الرائع») ودي («الإله، السلف الملكي») من التقليد الأسطوري وسلالات شيا وشانغ لتشكيل اللقب الجديد الأكبر «هوانغدي». بدأ اختصار لقب هوانغ دي إلى هوانغ أو دي منذ بدء عهد سلالة هان.

جرت العادة أن ينتقل لقب الإمبراطور من الأب إلى الابن. في أغلب الأحيان، ورث الابن البكر للإمبراطورة المنصب، وفي حال عدم وجوده، يُمنح اللقب لابن المولود الأول لمحظية أو قرينة الحاكم من رتبة أدنى، إلا أن هذه القاعدة لم تكن عالمية وكانت الخلافة موضع نزاع وسبب العديد من الحروب الأهلية. على النقيض من اليابان، سمح النظام الإمبراطوري في النظرية السياسية الصينية التقليدية بتغيير السلالة، مع إمكانية استبدال الإمبراطور بزعيم متمرد، إذ اعتُبر زعيم المتمردين الناجح شخصًا مُنتدبًا من السماء، ينما اعتُبر الإمبراطور المخلوع أو المهزوم شخصًا فاقدًا لحظوظه مع الآلهة، وانتهت ولايته، وهي حقيقة تجلت للجميع بهزيمته.

### الإمبراطورة وقرينة الحاكم والمحظية وغيرهم من الأزواج الإمبراطوريين
لم يكن من المقبول عمومًا أن ترث الأنثى عرش الإمبراطور بصفتها حاكمة في حد ذاتها، وعوضًا عن ذلك، اضطلعت النساء بدور قرينة أو وصية على حاكم قاصر في العمر، ولم يكُن في تاريخ الصين سوى إمبراطورة واحدة حاكمة، الإمبراطورة وو، التي تولت الحكم خلال الفترة الفاصلة لحكم سلالة تانغ. مع ذلك، هناك العديد من الحالات في التاريخ الصيني حيث كانت المرأة هي صاحبة النفوذ الفعلي خلف العرش الإمبراطوري.
لقب هوو أو الإمبراطورة هو لقب يُمنح للزوجة الرئيسية للإمبراطور الصيني متعدد الزوجات، ولأم الإمبراطور، التي ترقى عادة إلى رتبة الإمبراطورة الأرملة، وتحمل لقبًا كبيرًا مثل تاي هو، الإمبراطورة الكبرى، بغض النظر عن الترتيب الزوجي الذي صُنفت به قبل انضمام الإمبراطور. على أرض الواقع، تمتعت الإمبراطورة الصينية الأرملة، والتي كانت إما وصية رسمية لحاكم قاصر في السن أو ذات تأثير في الرتب الاجتماعية الأسرية، بقوة عظمى واعتُبرت تاريخيًا صاحب السلطة العليا الفعلي في الصين، كما هو الحال مع الإمبراطورة الأرملة تشيكسي، والتي تولت السيادة الفعلية للصين لمدة 47 عامًا خلال الفترة 1861-1908.
في كثير من الأحيان، لا تميز اللغة الإنجليزية بين السيدات الإمبراطوريات، اللواتي يُصنّفن على أنهن إمبراطورات، عن المحظيات الإمبراطوريات، الرتبة الأدنى التي تليها، ولكنها كانت ألقابًا ذات أهمية داخل الأسرة الإمبراطورية، وقد تُترجم السيدة الإمبراطورية إلى قرينة الإمبراطور بقصد تمييزها عن الإمبراطورة على الرغم من أن جميع الإمبراطورات الصينيات كُنّ قرينات إمبراطور باستثناء الإمبراطورة ريغنانت التي استثمرت بالفعل في الحكم.